# Etowah Indian Mounds

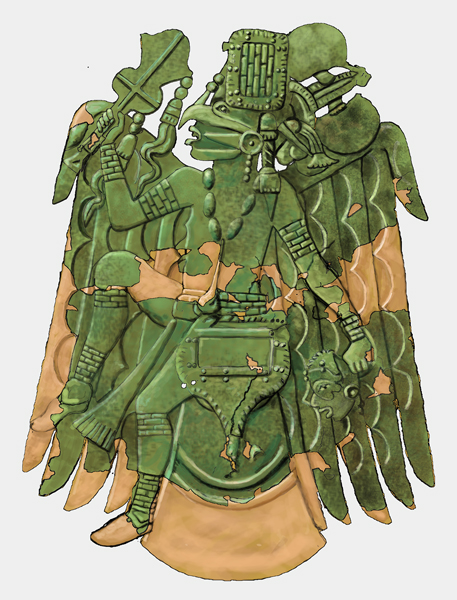
Piastra in rame, detta Rogan plate 1, ritrovata da John Rogan nei primi scavi di Etowah al Mound C

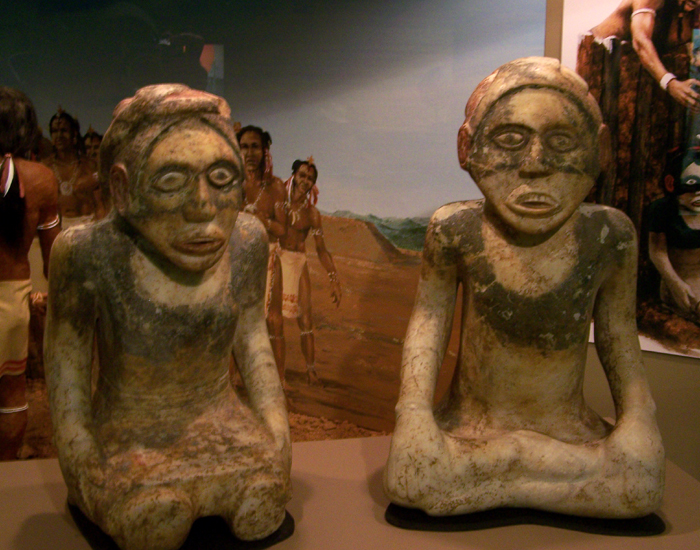
Statuette in marmo con effigi umane ritrovate negli scavi del Mound C di Etowah da Lewis Larson e risalenti al periodo 1250 - 1375 d.C.

Etowah Indian Mounds è un sito archeologico della Cultura del Mississippi.
Si trova lungo il fiume Etowah a sud di Cartersville nella contea di Bartow in Georgia. Il luogo ha ospitato nel tempo tre distinti insediamenti: il primo nel Primo periodo Mississippi dal 1100 al 1200 d.C., il secondo nel Medio periodo Mississippi dal 1250 al 1375 d.C. ed il terzo nel Tardo periodo Mississippi dal 1475 al 1550. Il sito misura 54 acri ed era circondato da un ampio fossato (visibile ancora in parte) e da una palizzata, all'interno erano stati realizzati 6 tumuli in terra, di cui ne sono rimasti visibili i tre più grandi denominati Mound A,  Mound B, e Mound C che si affacciavano su due ampie piazze. Il sito fu visitato dalla spedizione di Hernando De Soto nel 1541. Le prime esplorazioni estensive del sito furono effettuate nel 1885 a cura del Bureau of America Ethnology dello Smithsonian Institution,  sotto la direzione di John P. Rogan. Successivi scavi vennero effettuati fra il 1925 ed 1927 da Warren King Moorehead per conto della Phillips Academy. Infine le più intensive esplorazioni del sito vennero effettuate fra il 1954 ed il 1958 da Arthur Kelly, William Sears e Lewis Larson. Attualmente il sito fa parte del parco statale della Georgia denominato Etowah Indian Mounds Historic Site gestito dal Dipartimento delle risorse naturali della Georgia. Il sito è stato dichiarato National Historic Landmark nel 1964.